# Chiesa di San Domenico (Murci)
La chiesa di San Domenico è un edificio sacro situato a Murci, nel comune di Scansano.

## Storia e descrizione
Eretta intorno alla metà dell'Ottocento, conserva, nell'altare maggiore, un dipinto seicentesco con la Madonna con Bambino, san Domenico e santa Caterina, denominato Madonna della Consolazione o di Cana, in quanto proveniente dalla cappella di Santa Maria del Conforto di Cana, paese i cui abitanti, a partire dal Seicento, si erano progressivamente trasferiti a Murci.